# فینال ای‌اف‌سی کاپ ۲۰۱۴
فینال ای‌اف‌سی کاپ ۲۰۱۴ مسابقه فینال یازدهمین دوره ای‌اف‌سی کاپ بود که در سال ۲۰۱۴ برگزار شد و القادسیه کویت به مقام قهرمانی دست یافت.

## مسابقه
| ۱۸ اکتبر ۲۰۱۴ ۲۰:۰۰ UTC+۴ | اربیل | ۰–۰ | القادسیه | ورزشگاه مکتوم بن رشید آل مکتوم، دوبی (امارات متحده عربی)[م] تماشاگران: ۵٬۲۴۰ داور: کیم دونگ‌جین (کره جنوبی) |
| ۱۸ اکتبر ۲۰۱۴ ۲۰:۰۰ UTC+۴ | گزارش |     |          | ورزشگاه مکتوم بن رشید آل مکتوم، دوبی (امارات متحده عربی)[م] تماشاگران: ۵٬۲۴۰ داور: کیم دونگ‌جین (کره جنوبی) |
| ۱۸ اکتبر ۲۰۱۴ ۲۰:۰۰ UTC+۴ |       |     |          | ورزشگاه مکتوم بن رشید آل مکتوم، دوبی (امارات متحده عربی)[م] تماشاگران: ۵٬۲۴۰ داور: کیم دونگ‌جین (کره جنوبی) |

|                            |     | پنالتی‌ها                                           |  |
| راضی · هوار · برزان · فائز | ۲–۴ | المطوع · سعید · الانصاری · محمد ابراهیم · سوبوتیتچ |  |